# Spargiotto
Spargiotto (voluit Isola Spargiotto) is een klein rotseiland in de La Maddalena-archipel voor de kust van het Italiaanse eiland Sardinië.
Het eiland ligt ongeveer zevenhonderd meter voor de noordwestkust van Spargi. Het is ongeveer vijfhonderd meter lang en driehonderd meter breed en bestaat uit roze graniet. Ten noordwesten van Spargiotto ligt een klif, die Spargiottello genoemd wordt.
Het eiland staat bloot aan de grillen van de wind. Spargiotto is een habitat voor de Tyrreense muurhagedis. Ook herbergt het eiland meerdere vogelsoorten, zoals meeuwen, kuifaalscholvers en stormvogels.
Het IOTA-nummer van de Spargiotto is, zoals voor de meeste andere eilanden in de archipel, EU-041. De Italian Islands Award-referentie (I.I.A., gegeven aan natuurlijke eilanden) was SS-033. Inmiddels heeft het eiland in de Mediterranean Islands Award de code MIS-039.